# Geoff Crossley
Pour les articles homonymes, voir Crossley.
Pas d'image ? Cliquez ici
Geoff Crossley, né le 11 mai 1921 à Baslow (Angleterre) et mort le 7 janvier 2002, est un pilote anglais de Formule 1. 
Il participe à deux Grands Prix comptants pour le Championnat du monde :
- Grand Prix automobile de Grande-Bretagne 1950 : qualifié à la 17e place, il abandonna à cause d'un problème de transmission,
- Grand Prix automobile de Belgique 1950 : qualifié à la 12e place, il termina 9e de la course.

Et participe aussi à 8 courses hors-championnat :
- British Empire Trophy de 1947 où il abandonne.
- Grand Prix automobile de Belgique 1949 où il termine 7e.
- Grand Prix de Zandvoort de 1949 où il abandonne à cause d'une surchauffe.
- International Trophy de 1949 où il termine 20e.
- Jersey Road Race de 1950 où il termine 6e.
- Ulster Trophy de 1950 où il abandonne.
- International Trophy de 1950 où il est forfait.
- Glover Trophy de 1955 où il est non-partant.

Sa voiture de prédilection est l'Alta GP mais lors de sa dernière course, il conduit une Berkshire Special (pl).
Victime d'une attaque, Geoff Crossley succombe à l'hôpital John Radcliffe dans l'Oxfordshire, le 7 janvier 2002, à l'âge de 80 ans.

## Résultats en championnat du monde de Formule 1
| Saison | Écurie | Châssis | Moteur                    | Pneus  | GP disputés | Points inscrits | Classement |
| ------ | ------ | ------- | ------------------------- | ------ | ----------- | --------------- | ---------- |
| 1950   | Privé  | Alta GP | Alta 4 en ligne compressé | Dunlop | 2           | 0               | n.c.       |